# MANGA TIME KIRARA MAGICA
《Manga Time Kirara Magica》（日语：まんがタイムきらら☆マギカ）是芳文社作為《Manga Time Kirara Carat》的增刊及姊妹誌發行，專門刊載《魔法少女小圓》系列的外傳漫畫的漫畫雜誌。原則上，在每雙數月的9日發售（有時會於8日或10日發售，月份期號則是下一個月，即單數月），在2017年3月號後改為不定期發行。版式是B5尺寸。

## 刊行歷史
在《Manga Time Kirara Forward》2012年6月號宣布創刊，並於2012年6月8日創刊。
為配合《劇場版 魔法少女小圓 【新篇】叛逆的物語》的上映，在2013年10月至12月期間的三個月間安排每月刊行。
雜誌編輯部在2017年2月發行的2017年3月號（總期數第30期）中刊登聲明，表示雜誌將會從固定雙月刊改為不定期發行，但未有解釋原因。 

## 內容

### 欄目
- まど☆ナビ

主要報導《魔法少女小圓》系列動畫，漫畫，遊戲作品，以及其他周邊產品的情報，以及刊載主要製作人員和聲優的訪問的欄目。
- まど☆ナビパーティー

為讀者投稿欄目，分為募集畫作（其中細分為自創魔女及其他類別）及募集台詞（由當月號的漫畫之中選一格並要求填上台詞）。

### 連載至2017年3月號之作品
- 魔法少女小焰☆田村～平行世界並不總是平行～（日語：魔法少女ほむら☆たむら〜平行世界がいつも平行であるとは限らないのだ〜）（あfろ、創刊號—2017年3月號）（＊）
- 巴麻美平凡的日常（日語：巴マミの平凡な日常）（あらたまい、創刊號—2017年3月號。從2017年3月號後轉移到同由芳文社發行的Kirara Manga Time Forward，從5月號開始隔月連載。自該刊2018年1月號起改為每月連載）（＊）
- 見瀧原☆Anti-Materials（日語：見滝原☆アンチマテリアルズ）（みゃま、創刊號—）（現時休載中）（＊）
- [新約]魔法少女小織〜sadness prayer〜（日語：[新約] 魔法少女おりこ☆マギカ〜sadness prayer〜）（ムラ黒江、2013年11月號—2017年3月號。部分話數由於改為不定期發行未能連載於雜誌上，而改為在單行本上刊行。）（＊）
- 魔法少女貞德（日語：魔法少女たると☆マギカ The Legend of "Jeanne d'Arc"）（枡狐/蛙空、2013年11月號—2017年3月號）（＊）
- 曉美焰從明天開始努力！（日語：暁美ほむらは明日から頑張る！）（宇城はやひろ、2016年7月號—2017年3月號）
- 過來吧！魔法堂書店（日語：おいでよ！マギカ堂書店）（寺山電、2016年9月號—2017年3月號。部分話數由於改為不定期發行未能連載於雜誌上，而改為在單行本上刊行。）（＊）

### 2017年3月號前連載完畢作品
- KURUHOMU（日語：くるほむ）（みさちゅう/Nash、創刊號—2012年8月號）
- 魔法少女小圓☆魔力 小焰復仇記（日語：魔法少女まどか☆マギカ ほむらリベンジ！）（枡狐/蛙空、創刊號—2013年11月號）（＊）
- 歡迎到咖啡廳☆悲傷之種！（日語：カフェ☆グリーフシードへようこそ！）（陽菜コトリ、創刊號—2013年11月號）（＊）
- 魔法少女小織〜noisy citrine〜（日語：魔法少女おりこ☆マギカ　〜noisy citrine〜）（ムラ黒江、2012年9月號—11月號）
- 魔法少女小織〜symmetry diamond〜（日語：魔法少女おりこ☆マギカ　〜symmetry diamond〜）（ムラ黒江、2013年3月號—7月號）
- SUTEMA！～拾得魔法少女～（日語：すてマ！〜魔法少女拾いました〜/〜魔法少女拾わされました〜）（山田石人、創刊號—2016年3月號）（＊）
- 鹿目家（日語：かなめけ）（みさちゅう/Nash、2013年11月號—2016年5月號）
- 見瀧原幼稚園魔法班（日語：みたきはら幼稚園まほう組）（linco、創刊號—2016年7月號）（＊）
- 輕鬆小圓（日語：ふわっとまどか）（青田めい、2012年11月號—2016年7月號）（＊）
- 魔法少女小圓☆魔力 魔獸篇（日語：魔法少女まどか☆マギカ　魔獣編）（ハノカゲ、2015年7月號—2016年11月號）（＊）
- 小圓☆和室走廊（日語：まどか☆えんがわ）（PAPA、創刊號—2016年11月號）（＊）
- POMU☆MAGI（日語：ぽむ☆マギ）（九十九、創刊號—2017年1月號）（＊）
- 魔法少女部小圓☆魔力（日語：魔法少女部まどか☆マギカ)（ヒゲ、創刊號—2017年1月號）（＊）

### 單次刊載作品
- 小焰的休息日 （日語：ほむらの休日）（原悠衣、創刊號）
- 魔法少女病 （日語：魔法少女病）（Koi、創刊號）
- 集合！小圓☆魔力學園！（日語：集まれ！まどか☆マギカ学園！）（熊ジェット、創刊號）
- GAME OVER～再也不依靠任何人～ （日語：ゲームオーバー〜もう誰にも頼らない〜）（ほた、創刊號）
- 魔法少女KIRARA☆魔力 （日語：魔法少女きらら☆マギカ）（シュガー、2012年9月號）
- Best Partner！（日語： ベストパートナー！）（桃屋チカ、2012年9月號）
- 增加了！ （日語：増える！）（青田めい、2012年11月號）
- 晚飯有幸福的味道 （日語：晩ご飯は幸せの味）（井藤ななみ、2012年11月號）
- 丘比的受難 （日語：キュゥべえの受難…）（Hisasi、2012年11月號）
- 食慾MAMIDOMOE （日語：食欲マミドモエ）（川井マコト、2013年1月號）
- 奇蹟與魔法與後悔 （日語：奇跡と魔法と後悔と）（荒井チェリー、2013年1月號）
- 雪兔與愉快的夥伴 （日語：雪うさぎと愉快な仲間たち）（龍乃亮、2013年1月號）
- 不行的小焰。～直至她的眼鏡被除下～ （日語：だめほむ。〜彼女がメガネを外すまで〜）（ざら、2013年3月號）
- ○○的丘比 （日語：○○なキュゥべえ）（仏さんじょ、2013年3月號）
- 小圓的隔壁 （日語：まどかのとなり）（コト、2013年3月號）
- Performance Girl （日語：パフォーマンスガール）（橘あゆん、2013年5月號）
- 笑容與怪物與碳酸飲料 （日語：笑顔とオバケと炭酸飲料。）（龍乃亮、2013年5月號）
- 為了我絕望吧！ （日語：僕のために絶望してよ!）（ハノカゲ、2013年7月號）
- 夜中潛水者 （日語：ナイトダイバー）（袴田めら、2013年7月號）
- 焰小姐的叛逆 （日語：ほむらさんのとある叛逆）（里好、2013年9月號）
- 你與我與她 （日語：貴方と私と彼女と）（霜月絹鯊、2013年9月號）
- 杏子與狗 （日語：杏子とわんこ）（島崎無印、2013年9月號）
- 生日快樂 （日語：ハッピーバースデイ）（コト、2013年11月號）
- Viking日和！（日語： バイキング日和！）（カザマアヤミ、2013年12月號）
- 像小圓一般 （日語：まどからしさ）（めの、2013年12月號）
- 見瀧原魔法少女 女子聚會TALK！（日語：ミタキハラ魔法少女 女子会トーク!）（まろ、2014年1月號）
- 人魚公主不被明白（日語：人魚姫はわかってくれない）（七路ゆうき、2014年1月號）
- 曾幾何時的兩人（日語：ある時の二人）（クール教信者、2014年3月號）
- 要向班上的各位保密喔（日語：クラスのみんなには内緒だよっ）（こるり、2014年3月號）
- Give use it（日語：ギブユースイート）（ハノカゲ、2014年5月號）
- 魔法少女的日常（日語：魔法少女の日常）（ヒジキ、2014年5月號）
- 任由它吧（日語：ありのままで）（ヒジキ、2014年7月號）
- 小圓觀察記（日語：まどか観察記）（まっくすめろん、2016年11月號）
- 小焰☆挑戰（日語：ほむら☆チャレンジ）（祝日、2017年1月號）

## 刊載作品單行本
在上方具有（＊）之作品已經／將會發行單行本，由芳文社Manga Time KR Comics出版發行。
- 魔法少女小圓☆魔力 小焰復仇記（日語：魔法少女まどか☆マギカ ほむらリベンジ！）（枡狐/蛙空）
  1. 第一卷：已於2013年9月12日發售，同月27日初版發行 ISBN 978-4-8322-4349-1
  2. 第二卷：已於2013年12月12日發售 ISBN 978-4-8322-4381-1
- SUTEMA！～拾得魔法少女～（日語：すてマ！〜魔法少女拾いました〜/〜魔法少女拾わされました〜）（山田石人）
  1. 第一卷：已於2013年9月27日發售 ISBN 978-4-8322-4354-5
  2. 第二卷：已於2015年2月27日發售 ISBN 978-4-8322-4533-4
- 小圓☆和室走廊（日語：まどか☆えんがわ）（PAPA）
  1. 第一卷：已於2013年9月27日發售 ISBN 978-4-8322-4355-2
  2. 第二卷：已於2015年2月27日發售 ISBN 978-4-8322-4534-1
  3. 第三卷：已於2016年12月27日發售 ISBN 978-4-8322-4784-0
- 見瀧原☆Anti-Materials（日語：見滝原☆アンチマテリアルズ）（みゃま）
  1. 第一卷：已於2013年10月12日發售 ISBN 978-4-8322-4359-0
- 巴麻美平凡的日常（日語：巴マミの平凡な日常）（あらたまい）
  1. 第一卷：已於2013年10月12日發售 ISBN 978-4-8322-4358-3
  2. 第二卷：已於2014年8月11日發售 ISBN 978-4-8322-4468-9
  3. 第三卷：已於2015年12月12日發售 ISBN 978-4-8322-4641-6
- 歡迎到咖啡廳☆悲傷之種！（日語：カフェ☆グリーフシードへようこそ！）（陽菜コトリ）
  1. 第一卷：已於2013年10月26日發售 ISBN 978-4-8322-4365-1
- 魔法少女小焰☆田村～平行世界並不總是平行～（日語：魔法少女ほむら☆たむら〜平行世界がいつも平行であるとは限らないのだ〜）（あfろ）
  1. 第一卷：已於2013年10月26日發售 ISBN 978-4-8322-4364-4
  2. 第二卷：已於2015年5月27日發售 ISBN 978-4-8322-4573-0
  3. 第三卷：已於2016年11月26日發售 ISBN 978-4-8322-4770-3
- 見瀧原幼稚園魔法班（日語：みたきはら幼稚園まほう組）（linco）
  1. 第一卷：已於2013年11月27日發售 ISBN 978-4-8322-4376-7
  2. 第二卷：已於2015年4月27日發售 ISBN 978-4-8322-4549-5
  3. 第三卷：已於2016年6月27日發售
- POMU☆MAGI（日語：ぽむ☆マギ）（九十九）
  1. 第一卷：已於2013年11月27日發售 ISBN 978-4-8322-4375-0
  2. 第二卷：已於2015年4月27日發售 ISBN 978-4-8322-4548-8
  3. 第三卷：已於2016年12月27日發售 ISBN 978-4-8322-4783-3
- 魔法少女部小圓☆魔力（日語：魔法少女部まどか☆マギカ）（ヒゲ）
  1. 第一卷：已於2013年12月12日發售 ISBN 978-4-8322-4382-8
- 輕鬆小圓（日語：ふわっとまどか）（青田めい）
  1. 第一卷：已於2013年12月26日發售 ISBN 978-4-8322-4390-3
  2. 第二卷：已於2015年4月27日發售 ISBN 978-4-8322-4565-5
  3. 第三卷：已於2016年8月27日發售 ISBN 978-4-8322-4736-9
- 鹿目家（日語：かなめけ）（みさちゅう/Nash）
  1. 第一卷：已於2015年2月27日發售 ISBN 978-4-8322-4535-8

## 相關項目
- 魔法少女小圓
- 魔法少女小織
- 芳文社
- Manga Time Kirara Carat
- Manga Time Kirara Forward
- 日語條目 （页面存档备份，存于）

## 外部連結
- 於Manga Time Kirara網站中的官方網站 （页面存档备份，存于）